# Albert Marteaux
Albert Marteaux (Brussel, 26 januari 1886 – aldaar, 15 mei 1949) was een Belgisch arts en politicus voor de BWP-POB en vervolgens de KPB-PCB.

## Levensloop
Marteaux werd geboren in een arbeidersgezin en groeide op in de Marollen, een volkswijk in Brussel. Hij volgde middelbaar onderwijs en behaalde daarna in 1905 het diploma van doctor in de geneeskunde aan de ULB. Vervolgens werd hij arts in het Sint-Pietersziekenhuis en het Sint-Jansziekenhuis in Brussel. Hij specialiseerde zich in de urologie en was van 1921 tot 1925 adjunct-hoofdarts op de afdeling urologie van het Sint-Pietersziekenhuis. 
Van 1907 tot 1911 volgde Marteaux daarnaast een militaire opleiding. Zodra in 1914 de Eerste Wereldoorlog uitbrak, werd hij als onderluitenant van de Medische Component onder de wapenen geroepen en in 1916 werd hij kapitein-arts van een Belgisch bataljon in Frankrijk. Hij werd gedetacheerd naar verschillende militaire hospitalen, maar zijn werkzaamheden werden verschillende keren onderbroken door zware astma-aanvallen. Om deze reden werd Marteaux in juli 1918 weggestuurd van het front, omdat hij niet meer capabel was om in het leger te dienen.
Tijdens zijn studies aan de ULB was Marteaux actief als secretaris van de Socialistische Studenten en in 1913 sloot hij zich als vrijmetselaar aan bij de loge Les Amis Philanthropes. Na het einde van de Eerste Wereldoorlog werd hij opgeslorpt door de politieke en sociale actie en trad hij toe tot de Belgische Werkliedenpartij. In eerste instantie ging zijn aandacht vooral uit naar de armtierige woonomstandigheden van arbeiders in Brussel en vanaf 1919 was hij actief in de Nationale Maatschappij voor Goedkope Woningen en Woonvertrekken. Hij wierp zich in het bijzonder op als de verdediger van arbeiderscités en ijverde hij voor het aanleggen van stadsparken. Daarnaast werd Marteaux actief in de coöperatieve voor huurders in de Anderlechtse wijk Moortebeek, waarvan hij sinds 1921 voorzitter van de raad van bestuur was.
In 1921 werd hij voor de socialisten verkozen tot gemeenteraadslid van Brussel, een functie die hij zou bekleden tot aan zijn dood 28 jaar later. Marteaux was echter vooral actief in de Commissie van Openbare Onderstand in Brussel, waarvan hij in 1926 beheerder werd. Om die reden diende hij ontslag te nemen uit het Sint-Pietersziekenhuis, waarna hij als arts actief werd in klinieken van de Socialistische Mutualiteit, vooraleer hij in 1934 werd benoemd tot diensthoofd urologie in het ziekenhuis van Schaarbeek. Als arts legde hij zich in de politiek vooral toe op volksgezondheid, het statuut van verplegers en de verdediging van openbare ziekenhuizen. Ook thema's als pacifisme, internationalisme, de strijd tegen het fascisme en het nazisme en de verdediging van verdrukten lagen hem na aan het hart. 
Als oud-strijder was Marteaux in 1919 eveneens actief in de Nationale Federatie van Oud-Strijders en was hij een van de oprichters van ACS, een vereniging van socialistische oud-strijders, waarvan hij penningmeester was. De ACS nam in haar orgaan L'Antimilitariste resoluut antimilitaristische standpunten in en verdedigde de sociale eisen van de oud-strijders. Marteaux zelf nam op het vlak van antimilitarisme extreme standpunten in en was het oneens met zijn partij toen die instemde met de verhoging van de militaire kredieten, waarna hij ontslag nam uit de militaire commissie binnen de BWP. In 1923 nam Marteaux ontslag uit de ACS, uit ontevredenheid met de beslissing om voortaan enkel nog leden toe te laten die een lidkaart van de BWP hadden, waardoor de ACS tegen zijn zin een politieke organisatie werd. Vervolgens werd hij actief binnen de internationale oud-strijdersvereniging ARAC, die elke vorm van chauvinisme afwees.
In februari 1926 volgde Marteaux de socialistische voorman Louis Bertrand op als lid van de Kamer van volksvertegenwoordigers voor het arrondissement Brussel, waar hij zetelde tot aan de verkiezingen van 1929. In mei 1936 werd hij opnieuw verkozen tot volksvertegenwoordiger, ditmaal bleef hij deze functie vervullen tot aan zijn overlijden in mei 1949. Van 1947 tot 1948 was hij ondervoorzitter van de Kamer.
Binnen de BWP behoorde Marteaux tot de radicale linkerzijde. Hij juichte bijvoorbeeld de Oktoberrevolutie in Rusland toe, bewonderde de Sovjet-Unie en behoorde vanaf 1926 tot de redactie van La Bataille Socialiste, het orgaan van de radicale linkerzijde van de BWP dat geleid werd door Paul-Henri Spaak. In 1932 richtte hij met Spaak het weekblad L'Action Socialiste op, waarin openlijk de koers van de Belgische Werkliedenpartij werd bekritiseerd. Het blad pleitte resoluut voor de klassenstrijd, een antifascisme zonder compromissen en verdedigde het idee van een volksfront tussen socialisten en communisten, naar het voorbeeld van Frankrijk. Marteaux spande zich ook in om   een dergelijk volksfront te realiseren. De intrede van Paul-Henri Spaak in de katholiek-liberaal-socialistische regering-Van Zeeland I in maart 1935 doorkruiste echter de reeds uitwerkte plannen en veroorzaakte een levenslange vijandigheid met Marteaux. Een jaar later ging het blad L'Action Socialiste ten onder.
In de jaren daarna ontwikkelde Marteaux een andere visie op oorlog en vond hij dat oorlogen noodzakelijk waren als ze een rechtvaardig doel dienden, zoals de strijd tegen fascisme of ter verdediging van de democratie. Hij veroordeelde de interventie van Hitler en Mussolini in de Spaanse Burgeroorlog, steunde in dit conflict resoluut de Republikeinen en verwierp de neutraliteitspolitiek van de regering aangaande deze oorlog, die mee uitgedragen door Paul-Henri Spaak. Ook eiste hij sancties tegen Italië voor hun deelname aan de Tweede Italiaans-Ethiopische Oorlog en wilde hij dat er boycot kwam tegen Japan, vanwege de wreedheden die het land pleegde tegen de Chinese bevolking.
In december 1936 trok Marteaux naar Spanje om de republikeinse regering in Valencia advies te verlenen over de medische dienst van hun leger. Toen de Socialistische Arbeidersinternationale en het Internationaal Vakverbond beslisten om een hospitaal op te richten in het land, was Marteaux van april tot juni 1937 in Onteniente om het hospitaal operationeel te helpen maken. Hij zorgde voor uitrusting en rekruteerde ook Belgische verpleegsters en verpleegsterassistenten om gewonden te verzorgen. Marteaux verbleef er verschillende periodes en nam er de rol van medisch directeur op zich.
Eind 1938 verzette Marteaux zich hevig tegen de erkenning van de nationalistische regering in Burgos als de legitieme regering van Spanje, door de regering-Spaak I. Toen een congres van de BWP in januari 1939 het vertrouwen in Spaak bevestigde, vond Marteaux dat de BWP haar fundamentele waarden verraadde en verliet hij de partij, waarna hij zich aansloot bij de Kommunistische Partij van België (PCB). Voor de verkiezingen van maart 1939 werd Marteaux vanop tweede plaats van de communistische lijst in het arrondissement Brussel herkozen als volksvertegenwoordiger.
Na de uitbraak van de Tweede Wereldoorlog in mei 1940 bleef Marteaux in Brussel en probeerde hij met de Duitse bezetter een aantal hangende kwesties op het gebied van de volksgezondheid te regelen, met name het waarborgen van de continuïteit van het Sint-Pietersziekenhuis door de vorderingen van de Duitse bezetter beperkt te houden tot het Brugmannziekenhuis. Tijdens deze periode bereidde hij in het geheim een voorontwerp voor dat het inrichten van ziekenhuizen in grote agglomeraties moest invoeren, maar daar kwam niets van terecht. In de lente van 1941 werd Marteaux door de leiding van de PCB belast met het leggen van contacten om de oprichting van het Onafhankelijkheidsfront mogelijk te maken, dat hij samen met onder meer Le Soir-journalist Fernand Demany en abt André Boland zou stichten. 
Na de Duitse inval in de Sovjet-Unie in juni 1941 dook hij onder in Waals-Brabant, maar door zijn als gevolg van diabetes zwakke gezondheid en zijn bekend gezicht was een leven in de clandestiniteit geen evidentie voor hem. Daarom trok Marteaux op 1 april 1942 via Spanje naar Groot-Brittannië, daarbij geholpen door het spionagenetwerk Luc-Marc. In Spanje werd hij echter opgepakt op verdenking van moord, een klacht die later werd ingetrokken, en belandde hij voor acht maanden in de gevangenis, eerst in Figueras en daarna in het kamp van Miranda. Uiteindelijk kwam hij in januari 1943 aan in de Britse hoofdstad, waar hij zonder succes het Onafhankelijkheidsfront trachtte erkend te krijgen door de Belgische regering in ballingschap. Dit lukte uiteindelijk pas nadat Marcel Grégoire, een andere leider van het Onafhankelijkheidsfront, eind 1943 in Londen aankwam, waarna Marteaux aan diens zijde werd aangesteld als officieel afgevaardigde van het Onafhankelijkheidsfront.
In Londen nam Marteaux eveneens deel aan de werkzaamheden van de Belgische parlementaire diensten en was hij lid van de sociale sectie van het CEPAG, de Studiecommissie voor naoorlogse problemen. Ook werd hij geleidelijk aan betrokken bij de organisatie van de Belgische gezondheidszorg na de Bevrijding en in mei 1944 werd hij aangesteld tot kabinetsadviseur van minister van Volksgezondheid Paul-Henri Spaak, op het departement dat instond voor de algemene ontwikkeling van alle aspecten in de sociaal-medische sector, met inbegrip van te nemen wettelijke maatregelen en het toezicht op instanties als het Rode Kruis en Nationaal Werk voor Kinderwelzijn. Na de Bevrijding keerde Marteaux in september 1944 met de regering terug naar Brussel.
Van september tot oktober 1944 was Marteaux Minister van Volksgezondheid in de kortstondige Regering-Pierlot VI. Deze ministerpost oefende hij van januari 1945 tot februari 1946 en van maart 1946 tot maart 1947 nogmaals uit in de regeringen-Van Acker I, II, III en Huysmans. Het zou duren tot de aanstelling van Maggie De Block in oktober 2014 in de Regering-Michel I, alvorens nogmaals een arts de post van minister van Volksgezondheid in een Belgische regering zou bekleden. Als minister van Volksgezondheid stond hij voor de immense taak om de Belgische gezondheidszorg herop te bouwen en reorganiseerde hij de overheidsinstellingen die instonden voor het gezondheidsbeleid, zodat het gezondheidsbeleid deel kon uitmaken van een strategie om de levensomstandigheden van de bevolking te verbeteren, ook op het vlak van huisvesting, hygiëne en het sportbeleid. Ook verleende hij een wettelijke status aan het beroep van verpleegkundige en werden onder zijn ministerschap de definitieve oprichting van de Orde der Artsen en de stichting van de Hoge Raad voor het Gezin verwezenlijkt. Ook liet Marteaux een gezondheidswet goedkeuren om de bestrijding van besmettelijke ziekten en de aanleg van rioleringen te vergemakkelijken en de waterdistributie te verbeteren.
In maart 1947 verdwenen de communisten uit de regering. Nadien nam Marteaux afstand van zijn partij, omdat hij zich niet kon vinden in de sektarische koers die de partij op ideologisch vlak ging varen. Als voormalige sociaaldemocraat stond hij hierdoor ook ietwat geïsoleerd in de PCB. In mei 1949 overleed hij.